# 阿奇奧特
阿奇奧特（Achiote）是巴拿马科隆省查格雷斯区的一个城鎮，面積40.3平方公里，2010年是人口为771。，面積40.3平方公里。